# Massimo Ienca
Massimo Ienca (Alassio, 14 ottobre 1966) è un dirigente sportivo italiano, Segretario Generale dell'Unione Calcio Sampdoria.

## Carriera

### Gli inizi
Collabora fin dal 1987 con la segreteria sportiva del Genoa C.F.C SpA. Nel 1990 viene inserito nel COL (Comitato Organizzativo Locale) di Genova per il mondiale Italia 90. Gli viene inoltre assegnato il ruolo di addetto ufficiale per le nazionali di Costarica e Romania. Dopo molti anni di "gavetta" nel 1997 consegue presso il settore tecnico FIGC di Coverciano il diploma di direttore sportivo e quindi rientra nel relativo elenco ufficiale FIGC. Nel 1998 amplia le sue conoscenze anche grazie a un importante stage formativo presso The Scottish FA. Durante la stagione calcistica di Serie C2 1998-1999 è segretario generale presso la società US Sanremese Calcio.

### Genoa C.F.C. 1893 S.p.A
Inizia così nel luglio 1999 il periodo nel Genoa C.F.C SpA.
- Dal luglio 1999 al dicembre 1999 ricopre il ruolo di segretario del settore giovanile presso Genoa Cricket and Football Club con incarico di dirigente addetto all'arbitro in occasione delle gare casalinghe della Prima Squadra.
- Successivamente dal gennaio 2000 al dicembre 2000 gli è assegnato il ruolo di team manager e di addetto alla Prima Squadra, con compiti organizzativi per gare, ritiri precampionato, trasferte, viaggi. È il dirigente accompagnatore in occasione di gare ufficiali.
- Questo periodo culmina dal gennaio 2001 all'agosto 2003 con il ruolo di segretario generale e responsabile organizzativo sempre nel Genoa Cricket and Football Club.

Nel luglio 2003 Ienca interrompe improvvisamente il rapporto lavorativo con la società al momento dell'arrivo del nuovo presidente Enrico Preziosi il quale modifica totalmente l'organigramma societario.

### Ancona Calcio 1905 S.p.A e F.C. Vittoria 1944 S.r.l
Nel luglio 2004 Ienca si unisce all'Ancona nel ruolo di segretario generale e responsabile organizzativo, sfortunatamente la società fallì di pari passo con l'arresto del presidente Pieroni. Dopo mille vicissitudini l'11 agosto 2004 viene dichiarata fallita dal Tribunale di Ancona.
Dopo la sfortunata avventura di Ancona, Ienca si trasferisce in Sicilia e assume l'incarico di segretario generale e responsabile organizzativo presso il Vittoria Calcio società militante nella Serie C1 2004-2005.

### Torino F.C. 1906 S.p.A

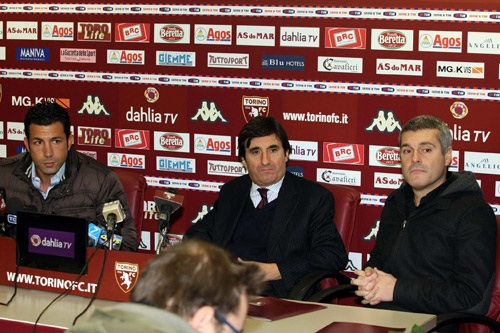
Massimo Ienca sulla destra con Urbano Cairo e Matteo Sereni

Nell'estate del 2005 precisamente il 2 settembre viene così firmato l'atto notarile e Cairo diventa il secondo presidente della storia del nuovo Torino (dopo l'avvocato Marengo). Cairo chiama subito alla guida della squadra il tecnico Gianni De Biasi e forma un primo embrione di società: direttore sportivo è Fabrizio Salvatori (ex Perugia), segretario generale, team manager e responsabile organizzativo, Massimo Ienca. Il luogo identificato per la sede è in via dell'Arcivescovado 1, nel cuore di Torino. Cairo trasforma anche la società da Srl a Spa, versando 10 milioni di euro per il capitale sociale.
Ienca si ritrova così nel Torino rifondato, in un Torino con buonissime prospettive che al primo tentativo guadagnerà la promozione in Serie A.
L'unione fra il club e il dirigente continuerà sino al giugno 2010.

### Novara Calcio 1908 S.p.A
Dopo l'approdo del Novara in Serie A, Ienca viene inserito nell'organigramma della società con l'obiettivo di rinforzare, vista la sua esperienza, un assetto societario non del tutto preparato alla categoria.
Per la stagione 2011-2012 è in carica con il ruolo di segretario addetto agli affari generali.

### A.C. Reggiana 1919 S.p.A
Il 2 luglio 2013 viene ufficializzato l'arrivo di Ienca per la stagione 2013/2014 nel ruolo di direttore sportivo nella società A.C. Reggiana 1919 squadra militante nella Lega Pro Prima Divisione.
Dopo un solo anno Ienca lascia Reggio Emilia e la direzione sportiva della società.

### U.C. Sampdoria S.p.A
Il 10 novembre 2014 L'Unione Calcio Sampdoria ufficializza Massimo Ienca, già al lavoro per il club dal 20 ottobre 2014, che entra così nell'organigramma societario con il ruolo di Segretario Generale. Un importante ritorno in Serie A per Massimo Ienca che si ritrova dopo quasi undici anni nuovamente a Genova. 
Nel giugno 2015 Ienca rinnova con la società confermandosi nel ruolo di Segretario Generale.